# About Face
《About Face》는 영국의 싱어송라이터 데이비드 길모어의 두 번째 솔로 스튜디오 음반으로, 길모어의 38번째 생일 하루 전인 1984년 3월 5일, 영국 하비스트와 미국 컬럼비아에서 발매되었다. 밥 에즈린과 길모어가 공동 프로듀싱한 이 음반은 1983년 프랑스 불로뉴비양쿠르의 파테 마르코니 스튜디오에서 녹음되었다. 피트 타운젠드가 작곡한 〈All Lovers Are Deranged〉와 〈Love on the Air〉라는 두 트랙의 가사는 더 후의 피트 타운젠드가 썼다. 타운젠드의 〈All Lovers Are Deranged〉 버전은 그의 솔로 컴필레이션 음반 《Scoop 3》 (2001년)에 수록되어 있다.
이 음반은 긍정적인 평가를 받아 영국 음반 차트에서 21위, 미국 빌보드 200 차트에서 32위에 올랐다. 두 개의 싱글 〈Blue Light〉는 미국에서 62위로 정점을 찍었고, 〈Love on the Air〉는 차트에 오르지 못했다. 길모어의 데뷔 솔로 스튜디오 음반과 마찬가지로 《About Face》도 미국 음반 산업 협회로부터 골드 인증을 받았다. 리마스터드 재발매 CD는 2006년 유럽에서는 EMI로, 컬럼비아에서는 전 세계에서 발매되었다.

## 녹음
이 음반은 핑크 플로이드의 미래가 불확실했던 시기에 엔지니어 앤디 잭슨과 함께 녹음되었다. 영국 런던의 메이페어 스튜디오에서 제임스 거스리가 믹싱했다.
길모어는 시간을 내어 "정말 좋은 음반"을 만들고 "세계 최고의 뮤지션들이 저와 함께 연주할 수 있도록 하고 싶다"고 말했다. 음반에 참여한 뮤지션으로는 드러머 제프 포카로, 베이시스트 피노 팔라디노, 딥 퍼플의 키보디스트 존 로드, 백 보컬리스트 로이 하퍼, 샘 브라운, 오케스트라 편곡자 마이클 카멘 (《The Pros and Cons of Hitch Hiking》, 《The Final Cut》, 《The Wall》), 키보디스트 스티브 윈우드 등이 있다.

## 평가
| 전문가 평가 | 전문가 평가 |
| 평가 점수   | 평가 점수   |
| 출처        | 점수        |
| ----------- | ----------- |
| AllMusic    | [ 6 ]       |

올뮤직에 기고한 비평가 톰 데말론은 음반에 대해 "《About Face》의 곡들은 핑크 플로이드가 거의 달성하지 못했던 팝 감성을 보여준다"며 "《About Face》는 처음부터 끝까지 매력적인 록 음반"이라고 덧붙였다.

## 곡 목록
모든 곡들은 특별한 언급이 없는 한 데이비드 길모어에 의해 작사/작곡하였다.
| #  | 제목                | 작사·작곡             | 재생 시간 |
| -- | ------------------- | --------------------- | --------- |
| 1. | 〈Until We Sleep〉  |                       | 5:15      |
| 2. | 〈Murder〉          |                       | 4:59      |
| 3. | 〈Love on the Air〉 | 피트 타운젠드, 길모어 | 4:19      |
| 4. | 〈Blue Light〉      |                       | 4:35      |
| 5. | 〈Out of the Blue〉 |                       | 3:35      |

| #   | 제목                              | 작사·작곡        | 재생 시간 |
| --- | --------------------------------- | ---------------- | --------- |
| 6.  | 〈All Lovers Are Deranged〉       | 타운젠드, 길모어 | 3:14      |
| 7.  | 〈You Know I'm Right〉            |                  | 5:06      |
| 8.  | 〈Cruise〉                        |                  | 4:40      |
| 9.  | 〈Let's Get Metaphysical〉 (기악) |                  | 4:09      |
| 10. | 〈Near the End〉                  |                  | 5:36      |